# Hartford City
Pour la ville de Virginie-Occidentale, voir Hartford City (Virginie-Occidentale). Pour les autres articles homonymes, voir Hartford.
La ville de Hartford City est le siège du comté de Blackford, situé dans l'Indiana, aux États-Unis. Sa population s’élevait à 6 220 habitants lors du recensement de 2010, estimée à 5 920 habitants en 2016.

## Démographie
| Groupe            | Hartford City | Indiana | États-Unis |
| ----------------- | ------------- | ------- | ---------- |
| Blancs            | 97,3          | 84,3    | 72,4       |
| Afro-Américains   | 0,3           | 9,1     | 12,6       |
| Métis             | 1,7           | 2,0     | 2,9        |
| Autres            | 0,5           | 2,7     | 6,4        |
| Amérindiens       | 0,2           | 0,3     | 0,9        |
| Asiatiques        | 0,1           | 1,6     | 4,8        |
| Total             | 100           | 100     | 100        |
|                   |               |         |            |
| Latino-Américains | 1,2           | 6,0     | 16,7       |